# 飯山泰
飯山 泰（いいやま やすし、1978年2月23日 - ）は、長野県茅野市出身の競艇選手。東海大学付属第三高等学校卒業。登録番号3940。身長162cm。血液型A型。81期。東京支部所属。同期に佐々木康幸、池田浩二、池田浩美らがいる。競艇をモチーフにしたメダルゲームで競艇を知り、ボートレーサーの道を選んだ。

## 来歴
- 1997年11月12日、多摩川競艇場でデビュー（6着）。
- 1998年1月20日、桐生競艇場での「第28回内外タイムス杯争奪」5日目第1レースで初勝利。
- 2001年12月31日、江戸川競艇場での「第25回京葉賞競走」で初優勝。
- 2006年8月29日、桐生競艇場での「SG第52回モーターボート記念競走」にSG初出場。31日、3日目第2レースでSG初勝利。
- 2008年9月17日、福岡競艇場での「GI第55回福岡チャンピオンカップ（周年記念）」でGI初優勝。
- 2010年6月27日、大村競艇場での「SG第20回グランドチャンピオン決定戦競走」でSG初優出（5着）。
- 2012年3月24日、徳山競艇場での「GII競艇マクール杯争奪徳山モーターボート大賞」初日第7レースで通算1000勝達成。
- 2014年3月31日、宮島競艇場での「GIII第4回中国醸造杯」でGIII初優勝。
- 2018年1月31日、児島競艇場での「「ガァ〜コの部屋」10周年記念競走」3日目第12レースで通算1500勝達成。

## SG・G1優勝歴

### SG
- なし

### G1
- 福岡チャンピオンカップ（2008年9月17日・福岡競艇場）
- 関東地区選手権競走（2009年2月14日・戸田競艇場）
- 浜名湖賞（2010年9月29日・浜名湖競艇場）